# Tunga
Denna artikel handlar om muskeln tunga, för fisken med samma namn, se sjötunga.
För andra betydelser, se Tunga (olika betydelser).

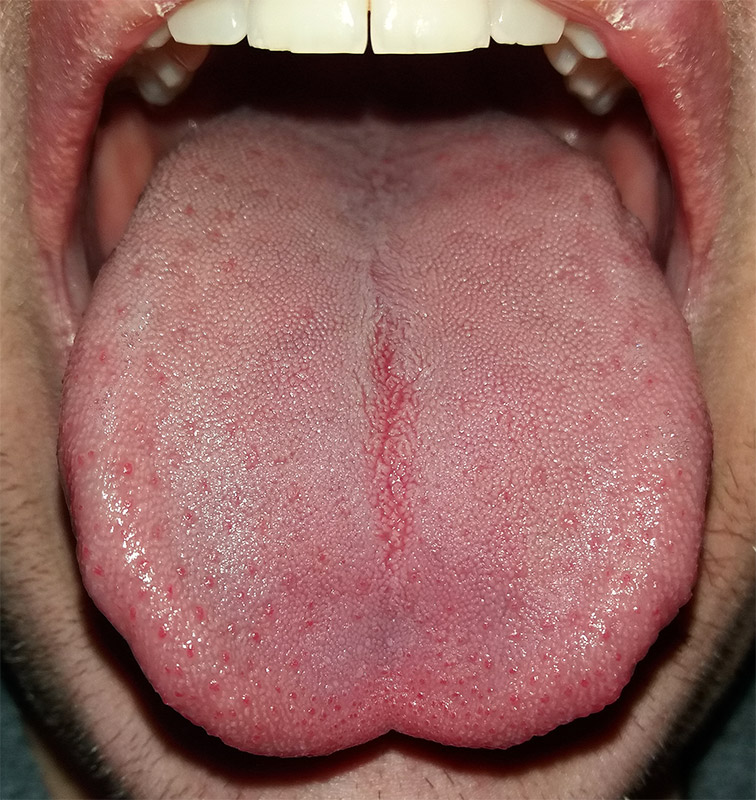
En tunga.

Tungan, latin lingua, är ett mycket rörligt slemhinnetäckt, muskulärt organ i munhålan. Tungans huvudsakliga funktioner är att kontrollera flödet av föda till matstrupen, att framkalla talljud och fungera som smaksinnets centrum. Smärta i tungan kallas glossodyni och infekterad tunga glossit.

## Funktion
Ytan på tungan är täckt av en slemhinna. I slemhinnan finns smaklökarna som gör att människor känner smaken av beskt, surt, sött, salt och umami. Tungans rörelsenerv, kranialnerven nervus hypoglossus, styr tungans rörelser. Tungan hjälper till att flytta födan mellan tänderna när man tuggar, och pressar födan bakåt mot svalget. Utan tungan skulle man inte kunna prata på samma sätt, eller göra speciella ljud.
Under tungan sitter en av spottkörtlarna, glandula sublingualis.

## Muskulatur
Tungan består av åtta muskler, vilka samverkar för att göra tungan mycket rörlig. Tungans muskler är även de muskler vi har mest kontroll över. De är också de enda musklerna i kroppen som endast sitter fast i en ände.
De åtta musklerna kan indelas i intrinsiska och extrinsiska muskler. De förstnämnda är muskler inuti tungan och de påverkar tungans form. De sistnämnda är fästa utanför tungan och påverkar mest tungans förflyttning i munhålan.
De fyra intrinsiska tungmusklerna är musculus verticalis linguae (plattar till tungan), musculus transversus linguae (drar ihop/förlänger tungan), musculus longitudinalis superior (kortar till tungan och böjer/ruller upp spetsen och sidorna) samt musculus longitudinalis inferior (kortar till tungan och drar ner spetsen).
De fyra extrinsiska tungmusklerna är till att börja med genioglossus, som går från käken och hyoidbenet (tungbenet) till tungans främre och bakre delar. Den sträcker fram tungan och drar ner främre delen av tungan. Styloglossus går från bakom öronen och flikas in i den övre longitudinala muskeln. Den går längs med tungan och sköter uppåt-bakåt-rörelser och lyfter sidan av tungan. Vidare finns hyoglossus, som går från tungbenen till bakre delen av tungan och sköter bakåt-neråt-rörelser. Palatoglossus går slutligen från gomseglet (velum) längs med sidorna av munhålan in i tungan, där den lyfter tungan och/eller sänker gomseglet.

## Anatomiska punkter
Radix linguae = tungroten

Corpus linguae = tungans mittparti

Apex linguae = tungspetsen

Sulcus medianus linguae = fåran i mittlinjen på tungans ovansida hos carnivorer, primater och hästar

Torus linguae = upphöjning på bakre delen av ovansidan av tungan hos ruminanter

Frenulum linguae = "seglet" som fäster tungan till munhålans golv

## Tungans papiller
Mekaniska: Papillae filiformes, papillae conicae, papillae marginales/lentiformes.

Smaklökar (Papillae gustatoriae): Papillae fungiformes, papillae vallatae, papillae foliata.

## Tunga som mat
Tunga från bland annat lamm, nöt, kalv och gris används även som livsmedel, exempelvis rimmad tunga.